# Formicarius nigricapillus
Tordo-formigueiro-de-cabeça-preta ou pinto-da-mata-de-cabeça-preta (Formicarius nigricapillus) é uma espécie de ave da família Formicariidae.
Pode ser encontrada nos seguintes países: Colômbia, Costa Rica, Equador e Panamá.
Os seus habitats naturais são: florestas subtropicais ou tropicais húmidas de baixa altitude e regiões subtropicais ou tropicais húmidas de alta altitude.